# Declinismo
O declinismo é a crença de que uma sociedade ou instituição está a tender para o declínio. Em particular, é a predisposição, causada por vieses cognitivos como a retrospecção otimista, para ver o passado de forma mais favorável e o futuro de forma mais negativa.
"O grande cume do declinismo", segundo Adam Gopnick, "foi estabelecido em 1918, no livro que deu ao declínio o seu bom nome na publicação: a obra best-seller de mil páginas, A Decadência do Ocidente, do historiador alemão Oswald Spengler."

## História
A crença remonta à obra de Edward Gibbon A História do Declínio e Queda do Império Romano, publicada entre 1776 e 1788, que argumenta que o Império Romano entrou em colapso devido à perda gradual da virtude cívica entre os seus cidadãos, que se tornaram preguiçosos, mimados e inclinados a contratar mercenários estrangeiros para lidar com a defesa do Estado. Ele acreditava que a razão deveria triunfar sobre a superstição para salvar as grandes potências da Europa de um destino semelhante ao do Império Romano.
O livro de Spengler, The Decline of the West, que deu ao declinismo o seu nome popular, foi lançado após a Primeira Guerra Mundial e capturou o espírito pessimista da época. Spengler escreveu que a história viu a ascensão e queda de várias "civilizações" (incluindo a egípcia, a clássica, a chinesa e a mesoamericana). Ele afirmou que elas ocorrem em ciclos, geralmente abrangendo 1.000 anos. Spengler acreditava que a civilização ocidental está em declínio, o que é inevitável.
A ideia de que a civilização ocidental está em declínio tem sido uma constante histórica comum, repetindo frequentemente variações sobre os mesmos temas.  O historiador Arthur L. Herman, na introdução do seu livro The Idea of Decline in Western History, escreveu que:
... os intelectuais têm previsto o colapso iminente da civilização ocidental há mais de cento e cinquenta anos... No entanto, quando aponto isto como prova de que, parafraseando Mark Twain, os relatos do desaparecimento do Ocidente podem ser grandemente exagerados, geralmente encontro forte ceticismo.

## Causa
O declinismo foi descrito como "um truque da mente" e como "uma estratégia emocional, algo reconfortante para se aconchegar quando o presente parece intoleravelmente sombrio".
Um fator no declínio é o aumento da reminiscência, no qual as pessoas mais velhas tendem a "lembrar melhor os eventos que aconteceram com elas por volta dos 10-30 anos". Como uma fonte coloca, "[a] vibração da juventude e a emoção de experimentar coisas pela primeira vez criam um 'aumento da memória' em comparação com o qual a vida posterior parece um pouco monótona". Gopnick sugere que "a ideia do nosso declínio é emocionalmente magnética, porque a vida é uma longa descida, e o planalto que acaba de passar é mais fácil de amar do que o que está por vir". Citando o amor generalizado por "canções antigas", ele escreve: "O longo olhar para trás faz parte da longa viagem para casa. Todos nós acreditamos no ontem".
Outro fator é o efeito positividade, no qual "à medida que as pessoas envelhecem, elas tendem a vivenciar menos emoções negativas e são mais propensas a  lembrar-se de coisas positivas do que de coisas negativas".
Ambos os fatores podem levar as pessoas a experimentar o declínio, mas, pelo contrário, o mesmo pode acontecer com o viés da negatividade, em que "os eventos emocionalmente negativos têm mais probabilidade de ter um impacto nos seus pensamentos e comportamentos do que um evento semelhante, mas positivo".

## Função
Alan W. Dowd cita Samuel P. Huntington dizendo que o declinismo "desempenha uma função histórica útil" na medida em que "fornece um aviso e um estímulo à ação para evitar e reverter o declínio que ele diz estar a ocorrer". O próprio Dowd concorda, dizendo que o declinismo no seu melhor "é uma expressão da tendência americana para a autocrítica e a melhoria contínua".
Josef Joffe, pelo contrário, enfatiza o facto de que "preocupar-se obsessivamente com o seu possível declínio pode ser uma boa maneira de o produzir". Da mesma forma, Robert Kagan expressou preocupação de que os americanos estejam "em perigo de cometer suicídio preventivo de superpotência devido a um medo equivocado do seu próprio poder em declínio".
Barbara McQuade argumenta que o declinismo é uma tática central dos autoritários, que espalham desinformação sobre um futuro sombrio para depois apelar à nostalgia e à tradição para construir apoio.

## Final de 1800
O final do século XIX (também chamado de fin de siècle) foi descrito como o momento em que "a imagem do declínio ocidental tomou pela primeira vez forma decisiva". Foi amplamente considerado um período de degeneração social, com as pessoas esperando um novo começo. O "espírito" do fin de siècle refere-se frequentemente às características culturais que foram reconhecidas como proeminentes nas décadas de 1880 e 1890, incluindo o tédio, o cinismo, o pessimismo e "uma crença generalizada de que a civilização leva à decadência ". Na Grã-Bretanha, isto desencadeou a “primeira explosão séria de declínio” na política económica governamental.
O principal tema político da época foi a revolta contra o materialismo, o racionalismo, o positivismo, a sociedade burguesa e a democracia liberal. A geração fin-de-siècle apoiou o emocionalismo, o irracionalismo, o subjectivismo e o vitalismo, enquanto a mentalidade da época via a civilização como estando numa crise que exigia uma solução massiva e total. Os temas do fin de siècle a cultura política foi muito controversa e foi citada como uma grande influência no fascismo e como geradora da ciência da geopolítica, incluindo a teoria do Lebensraum.

## Declinismo americano
Os Estados Unidos, em particular, têm uma história de previsão da sua própria queda, começando com a colonização europeia. O chamado "declínio americano" tem sido um tópico recorrente na política dos Estados Unidos desde a década de 1950.
“A América é propensa a períodos de ‘declinismo’”, observou o The Economist. O historiador americano Victor Davis Hanson identificou vários estágios sucessivos do declínio americano. Durante a Grande Depressão, os americanos desempregados viam a orgulhosa e dinâmica "Nova Alemanha" com inveja. Na década de 1950, o sucesso do Sputnik 1 e a disseminação do comunismo levaram os americanos a temerem estar a ficar para trás da União Soviética. Na década de 1970, os americanos estavam preocupados com o crescimento económico do Japão; duas décadas depois, a União Europeia parecia a onda do futuro. No século XXI, as preocupações dos Estados Unidos concentraram-se na ascensão da China, com as suas enormes exportações e novas megacidades. Contudo, uma após outra dessas preocupações, salienta Hanson, provou ser infundada: "O fascismo foi esmagado; o comunismo implodiu; o Japão está a envelhecer e a encolher; a União Europeia está a desintegrar-se."
Num livro de 2011, Thomas L. Friedman e Michael Mandelbaum argumentaram que os Estados Unidos estavam no meio da "sua quinta onda de Declinismo". A primeira tinha ocorrido "com o 'Choque Sputnik' de 1957", a segunda com a Guerra do Vietname, a terceira com o "mal-estar" do Presidente Jimmy Carter e a ascensão do Japão, a quarta com a ascensão da China.
O declínio americano pode subitamente ultrapassar comentadores que antes tinham uma visão otimista das perspetivas do país. Robert Kagan observou, por exemplo, que o especialista Fareed Zakaria, que em 2004 "descreveu os Estados Unidos como desfrutando de uma 'unipolaridade abrangente' diferente de tudo o que se viu desde Roma ", começou em 2008 "a escrever sobre o 'mundo pós-americano' e 'a ascensão do resto'".
Num artigo publicado na The Nation a 13 de junho de 2017, o autor Tom Engelhardt afirmou que Donald Trump foi o "primeiro candidato declinista à presidência" dos EUA.

## Declinismo europeu
A teoria do declinismo foi observada no Reino Unido. Num inquérito de 2015, 70% dos britânicos inquiridos concordaram com a afirmação de que “as coisas estão piores do que costumavam ser”, embora na altura os britânicos estivessem de facto “mais ricos, mais saudáveis e com uma vida mais longa do que nunca”. No entanto, também foi observado no estudo que muitas das coisas que os idosos lamentavam na juventude já não existiam na sociedade moderna.
O historiador britânico Robert Tombs sugeriu que o Reino Unido enfrentou vários "períodos" de declínio desde a década de 1880, quando a concorrência alemã em produtos manufaturados foi sentida pela primeira vez, e depois novamente nas décadas de 1960 e 1970, com preocupações económicas, a rápida dissolução do Império Britânico e uma perceção de diminuição de poder e influência em todos os campos. Tombs, no entanto, concluiu que "o declinismo é, na melhor das hipóteses, uma distorção da realidade" e observou que a Grã-Bretanha ainda é considerada uma grande potência pelos padrões modernos, mesmo com a dissolução do império. Na década de 1960, os comentadores sociais interpretaram os Beatles como uma manifestação de declínio social.
Segundo Alexander Stille, a França tem uma longa tradição de livros que declaram o seu declínio ou morte já no século XVIII. O declinismo foi descrito como uma "indústria em expansão", com autores populares como Michel Onfray escrevendo livros e artigos explorando as falhas da França e do Ocidente. O declínio francês tem sido relacionado ao contrailuminismo do início do século XIX e ao final da década de 1970, com o fim de três décadas de crescimento económico após a Segunda Guerra Mundial. Nos tempos modernos, o fenómeno ganhou velocidade e atravessou o espectro político com diversas variações de "déclinisme" emergindo desde reacionários católicos até pensadores não religiosos que questionavam a identidade nacional e a corrupção política.
O ensaio de 2014 de Éric Zemmour Le Suicide français, que vendeu 500.000 cópias na França, narra o suposto declínio do estado-nação francês e, portanto, tem sido associado à literatura declinista.

## Literatura declinista
A literatura declinista inclui:
- Oswald Spengler (1918). The Decline of the West. [S.l.]: Oxford UP. ISBN 978-0-19-506751-4
- Paul Kennedy (1987). The Rise and Fall of the Great Powers. [S.l.]: Penguin Random. ISBN 0-394-54674-1
- Fareed Zakaria (2008). The Post American World. [S.l.]: W. W. Norton & Company. ISBN 9780393062359
- Thilo Sarrazin (2010). Deutschland schafft sich ab. [S.l.: s.n.] ISBN 978-3-7844-3592-3
- Thomas L. Friedman; Michael Mandelbaum (2011). That Used to Be Us: How America Fell Behind in the World It Invented and How We Can Come Back. [S.l.]: Macmillan. ISBN 9781429995115
- Edward Luce (2012). Time to Start Thinking: America in the Age of Descent. [S.l.]: Grove Press. ISBN 9780802194619
- Éric Zemmour (2014). The French Suicide. [S.l.]: Hachette. ISBN 978-2-226-25475-7